# Far East Cup w biegach narciarskich 2021/2022
Far East Cup w biegach narciarskich 2021/2022 to kolejna edycja tego cyklu zawodów. Rywalizacja rozpoczęła się 26 grudnia 2021 roku w południowokoreańskim ośrodku narciarskim Alpensia Resort, a zakończyła się 5 marca 2022 roku w japońskim Sapporo.
Obrońcami tytułu byli reprezentanci Korei Południowej: wśród kobiet Lee Chae-won, a wśród mężczyzn Kim Eun-ho.

## Kalendarz i wyniki

### Kobiety
| Lp.             | Data                          | Miejscowość     | Dystans                       | 1. miejsce      | 2. miejsce      | 3. miejsce      |
| --------------- | ----------------------------- | --------------- | ----------------------------- | --------------- | --------------- | --------------- |
|                 | 26 grudnia 2021               | Otoineppu       | 5 km s. klasycznym            | Odwołano        | Odwołano        | Odwołano        |
| 27 grudnia 2021 | 5 km s. dowolnym              | Otoineppu       | Odwołano                      | Odwołano        | Odwołano        |                 |
| 1.              | 26 grudnia 2021               | Alpensia Resort | 5 km s. klasycznym            | Lee Eui-jin     | Lee Chae-won    | Han Da-som      |
| 2.              | 27 grudnia 2021               | Alpensia Resort | 5 km s. dowolnym              | Lee Chae-won    | Lee Eui-jin     | Han Da-som      |
| 3.              | 8 stycznia 2022               | Sapporo         | 5 km s. dowolnym              | Masae Tsuchiya  | Chika Kobayashi | Miki Kodama     |
| 4.              | 9 stycznia 2022               | Sapporo         | 5 km s. klasycznym            | Masae Tsuchiya  | Miki Kodama     | Chika Kobayashi |
| 5.              | 10 stycznia 2022              | Sapporo         | Sprint s. klasycznym (1.5 km) | Miki Kodama     | Rin Sobue       | Chika Kobayashi |
| 6.              | 18 stycznia 2022              | Alpensia Resort | 5 km s. klasycznym            | Lee Eui-jin     | Han Da-som      | Lee Chae-won    |
| 7.              | 19 stycznia 2022              | Alpensia Resort | 5 km s. dowolnym              | Lee Chae-won    | Lee Eui-jin     | Han Da-som      |
|                 | 12 lutego 2022                | Shiramine       | 5 km s. dowolnym              | Odwołano        | Odwołano        | Odwołano        |
| 13 lutego 2022  | Sprint s. klasycznym (1.5 km) | Shiramine       | Odwołano                      | Odwołano        | Odwołano        |                 |
| 8.              | 4 marca 2022                  | Sapporo         | 5 km s. klasycznym            | Moeko Kobayashi | Yuka Watanabe   | Chika Kobayashi |
| 9.              | 5 marca 2022                  | Sapporo         | 10 km s. dowolnym             | Chika Kobayashi | Moeko Kobayashi | Miki Kodama     |

### Mężczyźni
| Lp.             | Data                          | Miejscowość     | Dystans                       | 1. miejsce       | 2. miejsce        | 3. miejsce        |
| --------------- | ----------------------------- | --------------- | ----------------------------- | ---------------- | ----------------- | ----------------- |
|                 | 26 grudnia 2021               | Otoineppu       | 10 km s. klasycznym           | Odwołano         | Odwołano          | Odwołano          |
| 27 grudnia 2021 | 10 km s. dowolnym             | Otoineppu       | Odwołano                      | Odwołano         | Odwołano          |                   |
| 1.              | 26 grudnia 2021               | Alpensia Resort | 10 km s. klasycznym           | Kim Min-woo      | Jeong Jong-won    | Byun Ji-yeong     |
| 2.              | 27 grudnia 2021               | Alpensia Resort | 10 km s. dowolnym             | Kim Eun-ho       | Jeong Jong-won    | Kim Min-woo       |
| 3.              | 8 stycznia 2022               | Sapporo         | 10 km s. dowolnym             | Haruki Yamashita | Takatsugu Uda     | Hiroyuki Miyazawa |
| 4.              | 9 stycznia 2022               | Sapporo         | 10 km s. klasycznym           | Ryo Hirose       | Takanori Ebina    | Takatsugu Uda     |
| 5.              | 10 stycznia 2022              | Sapporo         | Sprint s. klasycznym (1.5 km) | Takanori Ebina   | Hiroyuki Miyazawa | Ryo Hirose        |
| 6.              | 18 stycznia 2022              | Alpensia Resort | 10 km s. klasycznym           | Byun Ji-yeong    | Kim Min-woo       | Lee Joon-seo      |
| 7.              | 19 stycznia 2022              | Alpensia Resort | 10 km s. dowolnym             | Jeong Jong-won   | Kim Min-woo       | Park Seong-beom   |
|                 | 12 lutego 2022                | Shiramine       | 10 km s. dowolnym             | Odwołano         | Odwołano          | Odwołano          |
| 13 lutego 2022  | Sprint s. klasycznym (1.5 km) | Shiramine       | Odwołano                      | Odwołano         | Odwołano          |                   |
| 8.              | 4 marca 2022                  | Sapporo         | 10 km s. klasycznym           | Takanori Ebina   | Hyuga Otaki       | Masato Tanaka     |
| 9.              | 5 marca 2022                  | Sapporo         | 15 km s. dowolnym             | Masato Tanaka    | Kaichi Naruse     | Takanori Ebina    |

## Klasyfikacje
| Lp. | Zawodniczka     | Punkty |
| --- | --------------- | ------ |
| 1.  | Lee Eui-jin     | 360    |
| 2.  | Chika Kobayashi | 360    |
| 3.  | Lee Chae-won    | 340    |
| 3.  | Miki Kodama     | 340    |
| 5.  | Han Da-som      | 260    |
| 6.  | Masae Tsuchiya  | 245    |
| 7.  | Moeko Kobayashi | 244    |
| 8.  | Yuka Watanabe   | 243    |
| 9.  | Yu Kaisaka      | 215    |
| 10. | Rin Sobue       | 180    |
| 11. | Je Sang-mi      | 171    |
| 12. | Moon So-youn    | 165    |
| 13. | Lee Ji-ye       | 164    |
| 14. | Yukari Tanaka   | 149    |
| 15. | Ham Hae-yeong   | 140    |

| Lp. | Zawodnik          | Punkty |
| --- | ----------------- | ------ |
| 1.  | Takanori Ebina    | 372    |
| 2.  | Kim Min-woo       | 320    |
| 3.  | Jeong Jong-won    | 310    |
| 4.  | Byun Ji-yeong     | 250    |
| 5.  | Hyuga Otaki       | 231    |
| 6.  | Ryo Hirose        | 200    |
| 7.  | Hiroyuki Miyazawa | 190    |
| 8.  | Kim Eun-ho        | 188    |
| 9.  | Takatsugu Uda     | 182    |
| 10. | Lee Jin-bok       | 179    |
| 11. | Haruki Yamashita  | 177    |
| 12. | Hikari Fujinoki   | 168    |
| 13. | Park Seong-beom   | 165    |
| 14. | Takahiro Suzuki   | 163    |
| 15. | Masato Tanaka     | 160    |